# جون بارتون باين
جون بارتون باين (بالإنجليزية: John Barton Payne)‏ (و. 1855 – 1935 م) هو جامع تحف، ومحامي من الولايات المتحدة الأمريكية .
وهو عضو في الحزب الديمقراطي الأمريكي .
توفي في واشنطن العاصمة .بسبب ذات الرئة .

## روابط خارجية
- جون بارتون باين على موقع إن إن دي بي (الإنجليزية)